# وادي الحلو
وادي الحلو منطقة كانت بالأمس القريب من أكثر المناطق قسوة على الإنسان سواء من ناحية المساكن القديمة أو الطرق الوعرة لكن بفضل الجهود التي قام بها صاحب السمو الشيخ الدكتور سلطان بن محمد القاسمي حاكم الشارقة جعلها من أجمل المناطق في دولة الإمارات العربية المتحدة. 
وادي الحلو واحدة من القرى الصغيرة التابعة لإمارة الشارقة وتقع في منطقة الجبال والرمال الواقعة بين مدينة كلباء والمليحه وشوكه، كما تعتبر وادي الحلو من المناطق الأثرية حيث تحوي بعض القلاع القديمة إضافة إلى الصنم وهو معلم أثري مميز، ويمر فيه فلج حفر منذ القدم كان وما زال يستخدم في ري المزارع القريبة منه.  
يقطن في وادي الحلو عدد قليل من السكان بلغ عددهم حوالي 1500-2000 نسمة.

## الموقع الجغرافي
وادي الحلو من القرى الصغيرة التي تتبع إمارة الشارقة وتقع في منطقة الجبال والرمال الواقعة بين مدينة كلباء ومنطقة شوكه والمليحه ويحدها من الشمال وادي اصفني ومن الشرق وادي المضيق ومن الغرب وادي المنيعي. وهي من الناطق التابعة إداريا لمدينة كلباء فهي بعيدة نسبياً عن المدن فموقعها الجبلي جعل من الصعب اتصالها بالمدن فهي تبعد حوالي 75 كم عن مدينة كلباء تقطعها السيارة في زمن يتعدى الساعة لوعورة الطريق كان هذا قبل سنتين لكن في 4 فبراير 2002 قام الشيخ سلطان حاكم إمارة الشارقة بافتتاح نفق وادي الحلو – كلباء.والذي بدوره حل العديد من المشكلات التي كانت تعوق من حركة وتنقل السكان، يعتبر هذا النفق أطول نفق في الشرق الأوسط حيث يزيد طوله عن 1200 متر مخترقا الجبال الممتدة بين وادي المضيق ووادي المضيق ووادي القليعي لذا أصبحت المدة الزمنية التي يقطعها الراكب في السيارة من كلباء إلي وادي الحلو مدة 20 دقيقة.    

## التكوينات الطبيعية
وادي الحلو من اسمه فهو عبارة عن وادي سمي بالحلو لأن مياهه عذبة وكان جريان الوادي يستمر لعدة شهور لكن الآن في الوقت الحاضر ولتغيرا ت المناخ ولقلة الأمطار جفت مياه الوادي مما جعل السكان يحفرون الآبار لاستخراج المياه الجوفية لاستخدامها في الزراعة.
في الماضي كان وادي الحلو منطقه خضراء رائعة الجمال لوجود مصدر مياه فيه تلاقي وادي العجيلي مع وادي الحلو تسقي مزارع هذه القرية من مياه الوادي.
يحيط وادي الحلو العديد من الجبال مثل جبل المجشاع، وجبل تويب وجبل الأرنبة وجبل غلان فليفل وجبل الشعبة وجبل الشيا وجبل الينيز وجبل الروع وجبل السيلة تحمل هذه الجبال أسامي محلية أطلقها سكان القرية عليها لارتباطها بأحداث حدثت لهم. 

## المناخ الطبيعي
وادى الحلو مثلها مثل باقي الإمارات تتبع المناخ الصحراوي الحار
إلا أن موقعها في أعالي الجبال أضفى طابعها خاصا على مناخها.
ففي فصل الصيف ومع ارتفاع درجات الحرارة ونسمة الرطوبة في المنطقة الساحلية نرى أنه كلما اتجهنا للمناطق الجبلية قلت نسبة الرطوبة وبذلك يظهر لنا المناخ الحار الجاف، كما أنه تهب على المنطقة أنواع من الرياح في فصل الصيف مثل السموم والكوس
وتتأثر المنطقة أحيانا بالأمطار الموسمية الساقطة على جنوب شبه الجزيرة العربية لوجود الجبال.
أما في فصل الشتاء فنرى المناخ من الرائع من حيث الاعتدال في درجات الحرارة فهي أبرد نسبيا عن المناطق الساحلية إضافة إلى قلة الرطوبة النسبية، مما يجعل المنطقة جاذبة سياحيا لأهالي المدن في الإجازات الأسبوعية أو الأعياد والإجازات الرسمية حيث يقوم السياح بالتخييم في هذه المناطق الجبلية.
أما بالنسبة للأمطار فنرى أنه مع ندرة الأمطار في هذه المنطقة كما
هو الحال في جميع أرجاء دولة الإمارات إلا أن معظم الأمطار تكون شتوية ناتجة عن الرياح الشمالية والشمالية الغربية وتسقط الأمطار في المناطق الجبلية أكثر عن غيرها من المناطق وذلك لوجود الجبال التي تكون كجدار يصد الرياح المحملة بالأمطار مما ينتج عنه نمو بعض النباتات ولأعشاب وتحول الجبال إلى منطقة خضراء جاذبة للسياحة.   

## الثروات الطبيعية[17]

### النباتات الطبيعية
تنمو في وادي الحلو العديد من النباتات الطبيعية من مثل الزبيدية والعرجون والحماض والسيداف والسدر والسمر وهذا كله ناتج عن عن خصوبة التربة في أرض الوادي مما كان له الأثر الكبير في الحركة الرئيسية وهي حرفة الزراعة. فقد كان نتيجة لأن وادي الحلو تقع في مجرى ودي جف، كان له أثر كبير في توافر التربة الزراعية وبالتالي إقامة المزارع التي تحوي العديد من المنتجات الزراعية من مثل: أشجار النخيل، والحمضيات، والعلف وبعض الخضار.

### البيئة الحيوانية
نتيجة للطبيعة الجبلية للمنطقة تعيش العديد من الحيوانات البرية من مثل: الثعالب والزواحف كالأفاعي والعقارب والعناكب بأنواعها والصقور والعديد من أنواع الطيور. أما بالنسبة للحيوانات التي يربيها أهالي المنطقة فتشمل الماعز، الخراف، الأبقار، والدواجن التي تتغذى على منتجات العلف من المزارع.

### الثروة المعدنية
تحوي جبال وادي الحلو على العديد من المعادن كالحديد وغيرها من المعادن، ولكن باعتبار أرض وادي الحلو أرضاً بكراً فلا نرى أي استغلال للمعادن في هذه المنطقة.

## إنجازات حاكم الشارقه في منطقة وادي الحلو
أولى صاحب السمو الشيخ الدكتور سلطان بن محمد القاسمي حاكم الشارقة منطقة وادي الحلو الكثير من الاهتمام نظراً لبعدها عن المدن وقلة الخدمات بها، فمن ضمن الإنجازات التي قام بها في المنطقة: 
1. المساكن الشعبية: نظراً لقدم المساكن التي توجد بالمنطقة فقد أمر سمو حاكم الشارقة ببناء مساكن شعبية للمواطنين كان عددها 80 مسكنا اتسعت لجميع الأسر بالمنطقة إضافة إلى أنه يوجد مساكن إضافية للذين سيتزوجون قريباً.[2]
2. المدارس: حرصاً من صاحب السمو على تشجيع التعليم وتوفيره ً لكل فرد فقد قام بإنشاء مدرسة مشتركة للبنيين والبنات ولكن مع زيادة اهتمام سموه فقد تم إنشاء مدرسة منفصلة للبنات من الصف الرابع حتى الصف الثاني عشر تم افتتاحها عام 1997م وهي مدرسة عائشة بنت عثمان للتعليم الثانوي. كما تم إنشاء مدرسة جديدة للبنيين من الصف الأول حتى الصف الثاني عشر وقد تم افتتاحها عام 2001م أطلق عليها اسم مدرسة وادي الحلو للتعليم الأساسي والثانوي.[11] إضافة إلى مدرسة الحصين للتعليم الأساسي والتي تشمل صفي الروضة والأول والثاني والثالث الأساسي للبنات كما قام سموه بمد المدارس بالمختبرات والأجهزة المدرسية.
3. نادي فتيات وادي الحلو: تحت رعاية صاحبة السمو الشيخة جواهر بنت محمد القاسمي تم افتتاح مركز فتيات وادي الحلو عام 2002م والذي يشمل العديد من الأنشطة لفتاه وادي الحلو ومدينة الشارقة من خلال الإطلاع على الأنشطة الثقافية المتنوعة الأخرى والإفادة منها.
4. مركز طفل وادي الحلو: افتتح هذا المركز حديثاً في عام 2003م والذي يقوم بأنشطة دينية وثقافية وفنية وموسيقية للأطفال من عمر 6 إلى 12 سنة.[13]
5. مركز شرطة وادي الحلو: وهذا المركز له دور كبير في الحفاظ على الأمن في المنطقة ورصد الحوادث والإبلاغ عنها.
6. العيادة الصحية: نظراً لبعد منطقة وادي الحلو عن المدن وخدماتها فقد تم إنشاء عيادة صغيرة للسيطرة على الحالات الطارئة ومعالجة أهالي المنطقة.
7. الطرق المعبدة: باعتبار منطقة وادي الحلو تقع موقعاً متوسطاً بين المنطقة الشرقية والشمالية بالدولة فنرى اهتمام صاحب السمو الشيخ الدكتور سلطان بن محمد القاسمي بتشييد الطرق المعبدة الواصلة بين المنطقتين الشرقية والشمالية. وبذلك نرى مرور الطرق الرئيسية التي شيدت في العام 2002م إضافة إلى الجسور والنفق الذي يعتبر أكبر نفق في دولة الإمارات.[13]